# 정윤재
정윤재(鄭允在, 1963년 8월 20일 ~ )는 대한민국의 노무현재단 사무처장이다. 
본관은 진주이며, 경상남도 고성군 출신이다.
노무현 정부에서 청와대 의전비서관을 역임하였다. 2012년 6월 29일, 저축은행에서 1억을 수수한 혐의로 기소되어 징역 10월에 추징금 1억원이 선고됐다.

## 이력
- 노무현재단 사무처장(공동)
- 대통령비서실 의전비서관